# Eminem
Marshall Bruce Mathers III (St. Joseph, Missouri, 17. listopada 1972.), poznatiji pod umjetničkim imenom Eminem, američki je rap glazbenik, producent i glumac. Član je i hip-hop grupe D12 te s repperom Royce da 5'9" čini duo Bad Meets Evil. 
Osim što je proglašen najprodavanijim umjetnikom prošlog stoljeća, magazin "Rolling Stone" stavio ga je na 82. mjesto na listi 100 najboljih umjetnika svih vremena i proglasio ga kraljem hip-hopa.
Nakon puštanja u prodaju samostalnog studijskog albuma "Infinite" u kolovozu 1996., veliku popularnost dosegnuo je svojim drugim studijskim albumom "The Slim Shady LP" (objavljenim u veljači 1999.), za koji je nagrađen i prvim Grammyjem. 
Za sljedeća dva albuma: "The Marshall Mathers LP" (2000.) i "The Eminem Show" (2002.) također je osvojio Grammy čime je postao prvi glazbenik koji je osvojio tri uzastopne nagrade za LP albume.[nedostaje izvor]
U studenome 2004. objavio je novi studijski album "Encore". Sljedeći studijski album "Relapse" objavio je tek u svibnju 2009., a u lipnju 2010. izašao je i njegov sedmi studijski album "Recovery", koji je doživio veliki uspjeh.
5. studenoga 2013. objavio je osmi studijski album pod nazivom The Marshall Mathers LP 2. Njegov deveti studijski album Revival najavljivan je za 15. prosinca 2017. godine, no 2 dana prije objave "procurio" je na internetu.
Deseti studijski album, Kamikaze, objavio je 31. kolovoza 2018.
Nakon toga je 2020. objavio jedanaesti studijski album Music to Be Murdered By.

## Život ukratko
Eminem je rođen 17. listopada 1972. u St. Josephu u Missouriju. Djetinjstvo je proveo u Detroitu u Michiganu. Njegovi roditelji su svirali u sastavu Daddy Warbucks. Ubrzo nakon njegovog rođenja, Eminemov otac Marshall Jr. napustio je njegovu majku i odselio se u Kaliforniju. Eminem je u školi bio suočen s mnogo problema. Drugi dječaci su ga često zlostavljali. Jednom prilikom ga je De'Angelo Bailey toliko jako istukao da je Eminem tjedan dana bio u komi. Tog incidenta se kasnije prisjetio u pjesmi Brain Damage. Sudska tužba koju je njegova majka Debbie podnijela protiv škole je kasnije odbijena.  
Eminem i njegova majka su većinu njegove mladosti živjeli u većinski crnačkom naselju radničke klase. Njega su nekoliko puta prebijali crni mladići.

## Početci karijere
Eminem je rap karijeru započeo u underground grupi Soul Intent s kojom je proveo 5 godina, nakon čega je započeo solo karijeru. Godine 1996. izdao je svoj prvi album Infinite, no album nije opravdao očekivanja.
Nakon dvije godine potpisao je ugovor s diskografskom kućom Aftermath Records koju je vodio Dr. Dre. Godinu dana kasnije Eminem je izdao drugi studijski album Slim Shady LP, za koji je osvojio svoj prvi Grammy za rap album godine. On je duže vrijeme bio u lošim odnosima sa svojom majkom.

## Odnosi s obitelji
Marshallova majka Debbie tužila ga je zbog vrijeđanja u pjesmi My Name Is. Eminem je duže vrijeme bio u lošim odnosima sa svojom majkom, ovisnom o ljekovima, koja je često zapostavljala Eminema i njegovog mlađeg brata Nathana. U pjesmi Headlights s albuma Marshall Mathers LP 2, Marshall oprašta svojoj majci i ispričava se za pjesmu Cleanin' Out My Closet. Eminem također iskazuje gnjev prema svojoj bivšoj ženi Kim, s kojom je 1995. na Božić dobio kćer Hailie Jade. Snimio je pjesmu 'Kim' koja prethodi pjesmi 97 Bonnie & Clydes prethodnog albuma. Pjesma Kim je jedna od najbrutalnijih Eminemovih pjesmi u kojoj on opisuje brutalno ubijanje svoje žene i skrivanje tijela. Par se vjenčao 1999. godine, a rastao dvije godine kasnije, nakon što je Kim postala ovisna o ljekovima i nakon što ju je zatekao u krevetu s drugim muškarcem. Ponovno su se vjenčali 2006. godine, no pet mjeseci kasnije ponovno razveli. Eminem je i dalje u dobrim odnosima sa svojom djecom i Kim. Eminem je izjavio da se nikada ne planira pomiriti sa svojim ocem.

## 2000.
Godine 2000. Eminem objavljuje treći studijski album The Marshall Mathers LP. Na albumu, iznimno hvaljenom od strane kritičara, u prvi plan upadaju njegova alter-ega. Prvi je Slim Shady, karakter kojega je kreirao netom prije objavljivanja Slim Shady LP-a, psihopata koji ubija i siluje ljude i koji je Eminemu donio veliki uspjeh. Drugi Eminemov alter-ego je Ken Kaniff, homoseksualac kojeg je Eminem koristio za ismijavanje gay populacije. Eminem je zbog stihova na Slim Shady LP-u i Marshall Mathers LP-u često bio prozivan i u centru kontroverzije, no izjavio je da nema ništa protiv gay ljudi. Pjesmom 'Criminal' je zapravo rekao da većina pjesmi koje piše nisu ozbiljne već su tu samo za zabavu i ne bi trebale biti shvaćene ozbiljno.

## 2001. – 2004.
U razdoblju od 2001. do 2004. godine Eminem je objavio još dva albuma: The Eminem Show i Encore. Sa svojim sastavom D12 objavio je dva albuma: Devil's Night i D12 World. Grupu D12 je sačinjavalo 6 članova: Eminem, Mr.Porter, Kuniva, Bizarre, Proof i Bugz (s kasnijim izmjenama). Početna ideja grupe D12 je bila okupiti 12 najboljih repera. Međutim, jer je interes za hip-hop u Detroitu bio vrlo mali, sastav je sačinjavalo samo 6 repera, pa su Eminem i njegova 'svita' kreirali alter-ega. Eminemov utjecaj rastao je do razine legende. Ljudi su ga uspoređivali s hip-hop velikanima kao što su 2pac, LL Cool J, Nas i drugi. No, onda su stvari za njega krenule nizbrdo. Smrt njegovog velikog prijatelja Proofa, koji je 2006. ubijen u klubu je teško proživljavao. Ubrzo je postao ovisan o raznim tabletama, od kojih se odviknuo 2008. godine, uz pomoć velikog prijatelja Elton Johna. Eminem Proofa često spominje na Recovery-ju, ali i u novijim pjesmama. Također glumi glavnu ulogu u filmu 8Mile.

## 2009. – 2010.
Pet godina nakon objave albuma Encore, Eminem se pojavio u sasvim drugačijem izdanju: obojio je svoju prepoznatljivu plavu kosu u crno i promijenio način odijevanja. U njegova dva nadolazeća albuma (Relapse i Recovery) prevladavale su pjesme emotivnog sadržaja. Godine 2009. objavljuje album Relapse u kojem opisuje privremeno odustajanje od rehabilitacije. Iako mu je taj album donio mnogo nagrada, uključujući i Grammy, Eminem nije bio sasvim zadovoljan njime, što je kasnije rekao u pjesmi 'Not Afraid'. 
Godine 2010. Eminem objavljuje novi album Recovery, koji se isprva trebao zvati Relapse 2. U njemu opisuje svoj proces oporavka i obećava svojim fanovima da ih više neće napustiti. Na njemu su gostovale mnoge slavne zvijezde iz svijeta glazbe kao što su Rihanna, Lil Wayne i P!nk. Poput prijašnjih albuma, Recovery je Eminemu donio mnoge prestižne nagrade, uključujući dva Grammya. 

## 2013.–2014.
Nakon Recoverya, Eminem je s dugogodišnjim prijateljem Royceom da 5'9'- om objavio EP pod nazivom Hell: The Sequel, nakon kojeg je ponovno uzeo odmor u trajanju od dvije godine. Dana 5. studenog 2013. Eminem izbacuje novi album The Marshall Mathers LP 2. Ovaj je album obilježio povratak Slim Shadya (Eminem je ponovno obojao kosu u plavo). Objavljuje i pjesmu 'Rap God' u kojoj se proglašava neospornim bogom rapa, no navodi da je pjesma "tongue in cheek". 'Rap God' drži Guinessov rekord za najviše riječi u hit singlu, 1 560 riječi u 6 minuta, što je oko 4.28 riječi po sekundi. Godine 2014. Eminem je, povodom 15. godišnjice njegove diskografske kuće Shady Records, objavio kompilacijski album Shady XV koji sadrži dva CD-a: prvi sadrži hitove bivših i sadašnjih članova Shady Recordsa kao što su 50 Cent, G-Unit, Slaughterhouse, Yelawolf i sam Eminem, dok drugi CD sadržava novi materijal članova Shady Recordsa.

## 2015.
2015. godine Eminem nije bio previše aktivan u glazbi. Snimio je pjesme za film Lijevi kroše (Southpaw): "Phenomenal", "Kings Never Die" s Gwen Stefani i pjesme "Raw" i "All I Think About" s partnerom Royce da 5'9". Zanimljivo je da je Eminem trebao igrati glavnu ulogu u tom filmu no u to vrijeme je radio na svom osmom studijskom albumu Marshall Mathers LP 2 te je odbio glavnu ulogu, ali je svakako na neki način htio pridonijeti filmu. Eminem je gostovao na pjesmi "Speedom" albuma "Special Effects" Tech N9nea.

## 2016.–2017.
Eminem je u listopadu 2016. objavio acappella freestyle pod imenom 'Campaign Speech', 19 dana prije izbora u SAD-u 2016. godine. U njoj Eminem spominje ukupno 22 osobe, brojne glumce, političare i govori o javnim pucnjavama koje su se dogodile u Americi. Početkom listopada 2017., Eminem je na BET Hip Hop Cypheru izveo freestyle 'Storm' u kojem u 4 minute pokazao svoju mržnju prema Trumpu. To nije jedina "Anti-Trump" pjesma, Eminem protiv njega ide i na 'Campaign Speech' i 'No Favors'. P!nk je poslala Marshallu mail u kojemu je napisala koliko joj se sviđa njegov rad i da bi htjela s njim snimiti pjesmu na što je on jednostavno odgovorio 'Ok.' 12. listopada 2017. izašla je pjesma "Revenge" sa P!nk albuma Beautiful Trauma na kojoj je gostovao Eminem. Krajem listopada 2017. Paul Rosenberg je na instagramu objavio sliku CD-a novog albuma Yelawolfa, a u pozadini je poster 'Revival', stiliziran kao (lažan) farmaceutski poster. Revival također ima svoju stranicu koja je puna referenci na Eminemove starije pjesme i navodi da se Revival 'primjenjuje kroz uši i da bi pacijent trebao osjetiti olakšanje unutar par minuta'. Revival je zapravo ime novog Eminemovog albuma. Eminem je također u intervjuu s Rick Rubinom izjavio da ga "novi rap" ili "mumble rap" frustrira te da ne vidi svrhu te vrste glazbe. 2Chainz je potvrdio da ima svoj vers na zadnjoj pjesmi na albumu. 9. studenog 2017. Eminem je na instagramu objavio sliku koja potvrđuje prvi singl s albuma, 'Walk on Water' feat. Beyoncé, koji je izašao 10. studenog 2017. godine. 12. studenog 2017. Eminem je sa Skylar Grey pjesmu 'Walk on Water' izveo na 2017 MTV Europe Music Awards te na njegovo iznenađenje dobio nagradu za najboljeg hip-hop izvođača 2017. godine. Nominirani su bili još: Post Malone, Drake, Future i Kendrick Lamar. 5. prosinca 2017. Eminem na društevnim mrežama objavljuje sliku popisa pjesama s albuma Revival. Pjevači i rapperi koji su se pojavili na Revivalu su: Beyoncé, Phresher, Alicia Keys, X Ambassadors, Skylar Grey, P!nk, Ed Sheeran i Kehlani, 2 Chainz.

## 8 Mile
Eminem je u svojoj karijeri osvojio mnogo nagrada, uključujući 13 Grammya, 15 nagrada MTV Europe Music i 13 nagrada MTV Video Music. Ironično, za album The Marshall Mathers LP u kojem je provocirao kritičare koji dodjeljuju Grammy, dobio je nagradu Grammy za album godine. Eminem je također dobio Oscara za najbolju originalnu pjesmu 'Lose Yourself' za film 8 Mile objavljen 2002. godine u kojem je također odigrao glavnu ulogu. Na dodjeli Oscara te godine nije se pojavio jer je mislio da neće pobijediti. Film je uglavnom temeljen na Marshallovom životu uz neke izmjene. Film govori o mladom amaterskom reperu B-Rabbitu koji pokušava uspjeti kao reper.

## Diskografija

### Samostalni albumi
- 1996.: Infinite
- 1999.: The Slim Shady LP
- 2000.: The Marshall Mathers LP
- 2002.: The Eminem Show
- 2004.: Encore
- 2009.: Relapse
- 2010.: Recovery
- 2013.: The Marshall Mathers LP 2
- 2017.: Revival
- 2018.: Kamikaze
- 2020.: Music To Be Murdered By
- 2021.: Music To Be Murdered By Side B
- 2024.: The Death of Slim Shady (Coup de Grâce)

### Kompilacijski albumi
- 2014.: Shady XV

### Soul Intent
- 1990.: Steppin' onto the Scene
- 1992.: Still in the Bassmint
- 1995.: Soul Intent

### D12
- 1997.: The Underground EP
- 2001.: Devil's Night
- 2004.: D12 World

### Bad Meets Evil
- 2011.: Hell: The Sequel

## Vanjske poveznice
- Službena web-stranica
- Eminem na Internet Movie Databaseu
- Eminem  Arhivirana inačica izvorne stranice od 18. ožujka 2011. (Wayback Machine) na MTV
- Eminem na Allmusicu
- Službena stranica albuma Revival  Arhivirana inačica izvorne stranice od 20. lipnja 2018. (Wayback Machine)